# Ольманські болота
Ольма́нські болота (біл. Альманскія балоты) — найбільший в Європі комплекс верхових, перехідних і низинних боліт, що зберігся до наших днів в природному стані. На території боліт в білоруській частині створено заказник.

## Геополітика
На території заповідника був розташований військовий авіаційний полігон. 
Протягом 2014-2017 років створено низку під’їзних шляхів з тилових районів Білорусі та лісових доріг протяжністю 96 кілометрів. У безпосередній близькості від цієї ділянки українсько-білоруського кордону знаходяться Житомир, Звягель та столиця України.
«Прикордонна активність білоруської сторони відбувається на фоні тліючого україно-російського конфлікту. Всі ці дії можуть мати наслідки», - вважає білоруський волонтер в Україні Вадим Кабанчук.

## Географія
Південно-західна частина масиву міститься на території України, через що південна межа заказника проходить по державному кордону. Площа доріг, територій військових постів становить не більше 1 % від усієї площі заказника. Близько 40 % території займають відкриті болота, переважно перехідні, що поросли мохом та деінде берізками. Серед боліт розкидані піщані дюни, у вигляді островів і тривалих гряд, котрі поросли сосновими або листяними лісами. Заболоченими лісами покрито близько 50 % площі заказника. Крім болотних зустрічаються сухі соснові ліси і заплавні діброви.
Ольманські болота розташовані в межиріччі правої притоки Прип'яті — річки Ствига і Льва, яка впадає у Ствіга й утворює північно-західну межу заказника. Крім Леви у Ствіга впадають кілька старих меліоративних каналів, що були побудовані ще на початку XX століття. В 2010-их вони перебувають у напівзруйнованому стані, проте стік води ними з боліт (особливо інтенсивний навесні) все ще триває. Заплава річки Льва в межах заказника дуже заболочена. У північній частині комплексу містяться два озера — Велике і Мале Засомінне (біл. Вялікае ды Малое Засаміннае) із загальною площею близько 100 гектарів. Інші 23 озера заказника зовсім дрібні — від 0,5 до 5 гектарів. Ольманські болота відрізняються від інших подібних болотних комплексів великими розмірами, збереженням у природному стані і стабільністю гідрологічних умов.

## Флора і фауна
Фауна боліт представлена 151 видом птахів, 25 із них занесені до Червоної книги Білорусі.
Ольманські болота забезпечують існування значної частини (10-20 %) білоруської популяції бородатої сови, гніздиться тут і звичайний глухар, чисельність якого на Поліссі вкрай мала. На території заказника мешкає 26 видів ссавців, три з яких занесені до Червоної книги Білорусі. До недавнього часу тут іще була європейська норка (Mustela lutreola) — вид, що перебуває під загрозою повного зникнення в Європі. Заплави річок Ствіга і Льва підтримують існування однієї з найбільших популяцій видри (Lutra lutra). На території заказника виявлено 687 видів рослин, 12 із яких занесені в Червону книгу Білорусі.